# База топологии
База топологии (база топологического пространства, базис топологии, открытая база) — семейство открытых подмножеств топологического пространства {\displaystyle X}, такое, что любое открытое множество в {\displaystyle X} представимо в виде объединения элементов этого семейства.
Часто базу топологии предъявляют для того, чтобы ввести топологию. Например, на метрическом пространстве топология определяется через базу, образованную всеми открытыми шарами.

## Определение
Семейство {\displaystyle {\mathfrak {B}}} открытых множеств топологического пространства {\displaystyle X} называется базой топологии (или топологического пространства), если любое открытое множество из {\displaystyle X} представимо в виде объединения элементов семейства {\displaystyle {\mathfrak {B}}}.
Семейство {\displaystyle {\mathfrak {B}}} открытых множеств топологического пространства {\displaystyle X} является базой, тогда и только тогда, когда для каждой точки {\displaystyle x} пространства {\displaystyle X} и её окрестности {\displaystyle U} найдётся множество {\displaystyle V} из {\displaystyle {\mathfrak {B}}} такое, что {\displaystyle x\in V\subset U}.

## Вес топологического пространства
Минимальная из мощностей всех баз пространства {\displaystyle X} называется весом топологического пространства {\displaystyle X}.
Вес пространства {\displaystyle X} обычно обозначается {\displaystyle w(X)}.
Свойства
- Для каждой базы {\displaystyle {\mathfrak {B}}} существует подмножество {\displaystyle {\mathfrak {B}}_{0}}, являющееся базой и имеющее мощность, равную весу пространства.
- Если вес пространства {\displaystyle X} не более, чем счетный (то есть {\displaystyle X} имеет счётную базу), то {\displaystyle X} называют пространством со второй аксиомой счетности.
- В пространстве веса {\displaystyle \tau } существует всюду плотное множество мощности {\displaystyle \leqslant \tau }.

## Вариации и обобщения
- Локальная база пространства {\displaystyle X} в точке {\displaystyle x\in X} (база точки {\displaystyle x}) — семейство {\displaystyle {\mathfrak {B}}(x)} окрестностей точки {\displaystyle x} со свойством: для любой окрестности {\displaystyle O_{x}} точки {\displaystyle x} найдется элемент {\displaystyle V\in {\mathfrak {B}}(x)} такой, что {\displaystyle x\in V\subset O_{x}}.
  - Минимум мощностей всех локальных баз пространства {\displaystyle X} в точке {\displaystyle x\in X} называется характером пространства {\displaystyle X} в точке {\displaystyle x} и обозначается {\displaystyle \chi (x,X)}.
  - Супремум характеров пространства {\displaystyle X} во всех точках {\displaystyle x\in X} называется характером пространства {\displaystyle X} и обозначается {\displaystyle \chi (X)}.
  - Пространства, имеющие счетную локальную базу в каждой точке, называются пространствами с первой аксиомой счетности.
  - Семейство {\displaystyle {\mathfrak {B}}} открытых в X множеств является базой тогда и только тогда, когда для каждой точки {\displaystyle x\in X} подсемейство {\displaystyle {\mathfrak {B}}(x)} всех элементов {\displaystyle {\mathfrak {B}}}, содержащих точку {\displaystyle x}  является локальной базой точки {\displaystyle x}.
- Система окрестностей — это семейство {\displaystyle \{{\mathfrak {B}}(x)\}_{x\in X}}, такое, что {\displaystyle {\mathfrak {B}}(x)} является локальной базой пространства {\displaystyle X} в точке {\displaystyle x}  для каждого {\displaystyle x\in X}.
- Предбаза — семейство {\displaystyle Y} открытых подмножеств топологического пространства {\displaystyle X} такое, что совокупность всех множеств, являющихся пересечением конечного числа элементов {\displaystyle Y}, образует базу  пространства {\displaystyle X}.
- Замкнутая база — семейство всех дополнений к элементам некоторой базы.
- {\displaystyle \pi }-база (решёточная база) — семейство {\displaystyle {\mathfrak {B}}} непустых открытых подмножеств пространства {\displaystyle X} такое, что всякое непустое открытое в {\displaystyle X} множество содержит множество из {\displaystyle {\mathfrak {B}}}, то есть {\displaystyle {\mathfrak {B}}} плотно по Хаусдорфу в пространстве {\displaystyle X}. Любая база есть {\displaystyle \pi }-база. Обратное неверно, например, в компактификации Стоуна — Чеха {\displaystyle \beta \mathbb {N} }  множества натуральных чисел семейство одноточечных подмножеств множества {\displaystyle \mathbb {N} } является {\displaystyle \pi }-базой, но не является базой.
- Псевдобаза — такое семейство открытых подмножеств, что пересечение всех его элементов, содержащих фиксированную точку, совпадает с этой точкой. Существует только в T1-пространствах. Пример пространства со счётной псевдобазой, в котором нет счётной базы — пространство последовательностей нулей и единиц с дискретной топологией (псевдобаза — множества, состоящие из всех последовательностей с фиксированным значением на некоторой позиции).

## Задание топологии с помощью базы, предбазы и системы окрестностей
- Семейство {\displaystyle {\mathfrak {B}}} подмножеств произвольного множества {\displaystyle X} является базой некоторой топологии на {\displaystyle X} в том, и только в том случае, когда {\displaystyle {\mathfrak {B}}} удовлетворяет следующим условиям:

1. Каждая точка {\displaystyle x\in X} принадлежит некоторому множеству {\displaystyle U} из семейства {\displaystyle {\mathfrak {B}}}.
2. Для любых множеств {\displaystyle U,V\in {\mathfrak {B}}} и точки {\displaystyle x\in U\cap V} существует множество {\displaystyle W\in {\mathfrak {B}}} такое, что {\displaystyle x\in W\subset U\cap V}.

В этом случае {\displaystyle {\mathfrak {B}}} является базой топологии на {\displaystyle X}, в которой множества открыты тогда и только тогда, когда они представимы в виде объединения некоторых подмножеств из  {\displaystyle {\mathfrak {B}}}. Такую топологию называют топологией, порождённой базой {\displaystyle {\mathfrak {B}}}.
- Для того, чтобы семейство {\displaystyle {\mathfrak {B}}} подмножеств произвольного множества {\displaystyle X} было предбазой некоторой топологии на {\displaystyle X} необходимо и достаточно выполнение вышеуказанного условия 1. При этом в этой топологии открыты те и только те множества, которые представимы в виде объединения конечных пересечений некоторых подмножеств из  {\displaystyle {\mathfrak {B}}}. Такую топологию называют топологией, порождённой предбазой {\displaystyle {\mathfrak {B}}}. Это наименьшая топология, содержащая семейство {\displaystyle {\mathfrak {B}}}.
- Совокупность {\displaystyle \{{\mathfrak {B}}(x)\}_{x\in X}} семейств подмножеств произвольного множества {\displaystyle X} является системой окрестностей некоторой топологии на {\displaystyle X} тогда и только тогда, когда она удовлетворяет следующим условиям:

1. Для каждого {\displaystyle x\in X} семейство {\displaystyle {\mathfrak {B}}(x)} непусто и {\displaystyle x\in U} для любого {\displaystyle U\in {\mathfrak {B}}(x)}.
2. Для всякого {\displaystyle y\in U\in {\mathfrak {B}}(x)} найдётся {\displaystyle V\in {\mathfrak {B}}(y)} такое, что {\displaystyle V\subset U}.
3. Для всяких множеств {\displaystyle V,W\in {\mathfrak {B}}(x)} существует {\displaystyle U\in {\mathfrak {B}}(x)}, такое, что {\displaystyle U\subset V\cap W}.

В этом случае {\displaystyle \{{\mathfrak {B}}(x)\}_{x\in X}} является системой окрестностей топологии на {\displaystyle X}, состоящей из всех подмножеств, представимых в виде объединения подсемейств семейства {\displaystyle \bigcup _{x\in X}{\mathfrak {B}}(x)}. Такую топологию называют топологией, порождённой системой окрестностей {\displaystyle \{{\mathfrak {B}}(x)\}_{x\in X}}.

## Примеры
- Базой любого топологического пространства является семейство всех его открытых множеств.
- Дискретная топология имеет в качестве базы семейство всех его одноточечных подмножеств.
- Если {\displaystyle X} и {\displaystyle Y} — топологические пространства с базами топологий {\displaystyle {\mathfrak {B}}_{X}} и {\displaystyle {\mathfrak {B}}_{Y}}, тогда топология на декартовом произведении {\displaystyle X\times Y} задаётся с помощью базы

{\displaystyle {\mathfrak {B}}_{X\times Y}=\{U\times V\,:U\in {\mathfrak {B}}_{X},\,V\in {\mathfrak {B}}_{Y}\}} 
При этом топология на {\displaystyle X\times Y} не будет зависеть от того, какие базы пространств X и Y используются для её задания. Такая топология называется (стандартной) топологией декартова произведения топологических пространств.
- Топология пространства действительных чисел {\displaystyle \mathbb {R} } задаётся системой всех интервалов {\displaystyle (a,b)}, которая составляет базу этой топологии. Аналогично топология пространства {\displaystyle {\mathbb {R} }^{n}} задаётся базой открытых брусов {\displaystyle (a_{1},b_{1})\times (a_{2},b_{2})\times \dots \times (a_{n},b_{n})}, и эта топология, очевидно, совпадает со стандартной топологией прямого произведения пространств.
- Упорядоченная топология обычно определяется как топология порождённая набором открыто-интервальных множеств.
- Метрическая топология обычно определяется как топология порождённая набором открытых шаров, задаваемых определенной метрикой.